# Ranunculus parnassifolius
El botón de nieve o Ranunculus parnassiifolius  es una hierba de la familia Ranunculaceae.

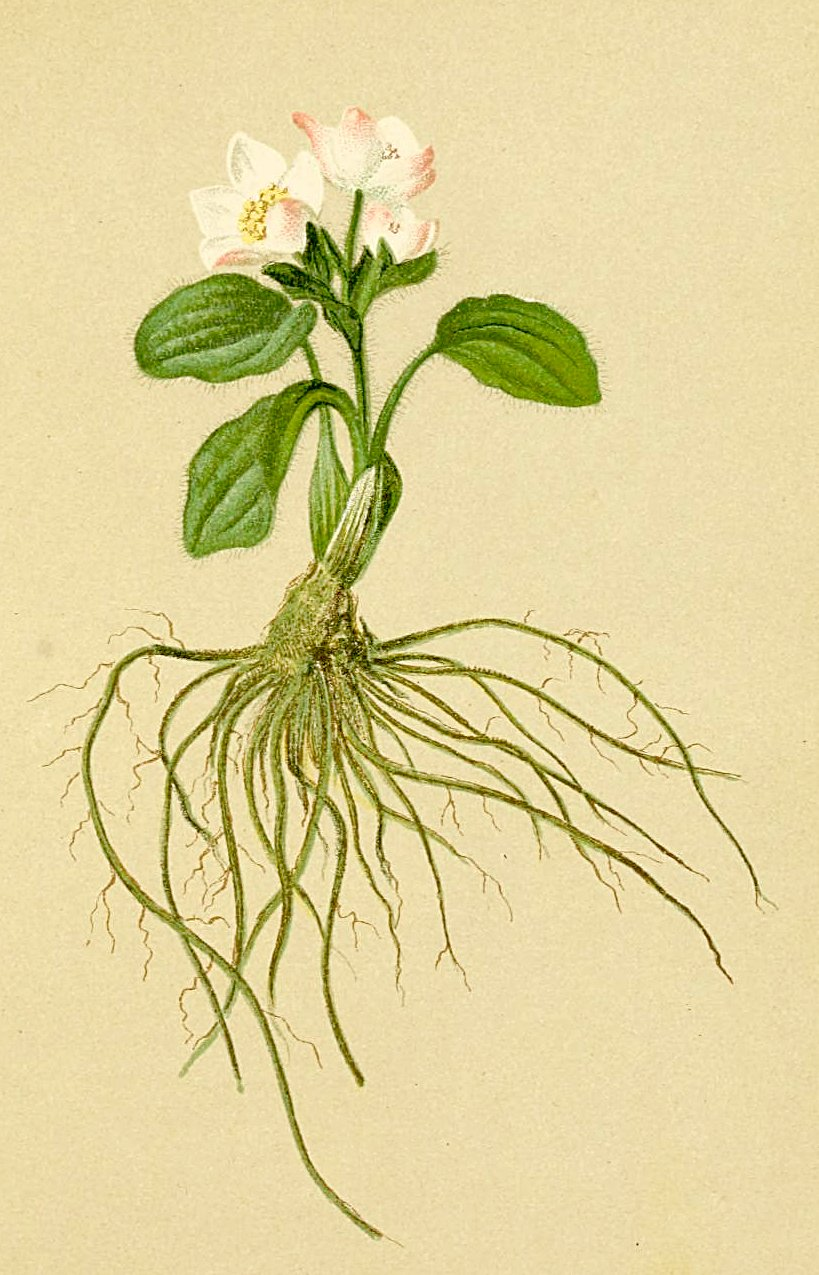
Ilustración

## Descripción
Es una planta herbácea perenne que alcanza los  2-20 cm, pelosa en tallos y hojas, al menos por el haz. Capa de túnicas fibrosas a veces poco desarrollada; raíces cilíndricas, amarillentas, fibrosas o ± engrosadas y subcarnosas. Hojas basales elípticas, ovadas o suborbiculares, redondeadas o cordadas en la base, pecioladas, con pecíolo dilatado-membranoso en la base. Hojas caulinares 2-10(37), de ovado-lanceoladas a lanceoladas, en su mayoría bracteiformes. Flores (1)2-12(20), de 8-37 mm de diámetro, blancas o rosadas, en cimas corimbiformes o subcorimbiformes. Sépalos membranosos, pelosos o glabros. Pétalos 5, a veces menos por aborto, de anchamente obovados a subtriangulares. Receptáculo globoso, peloso, glabro en la zona de inserción de los estambres. Aquenios 2-4,5 mm, obovoides, gibosos, bruscamente estrechados en un pico largo, ± curvado o ganchudo.

## Distribución y hábitat
Se encuentra en los Alpes, Pirineos, cordillera Cantábrica; citada por Quézel, sin confirmación posterior, de Sierra Nevada.

## Taxonomía
Ranunculus parnassiifolius fue descrita por Carlos Linneo y publicado en Species Plantarum 1: 549. 1753.
Citología
Número de cromosomas de Ranunculus parnassiifolius (Fam. Ranunculaceae) y táxones infraespecíficos:  2n=32
Etimología
Ver: Ranunculus
parnassiifolius: epíteto latino compuesto que significa "con las hojas de Parnassia".  

## Nombres comunes
- Castellano: botón de nieve.[5]